# Nicholas Vivian, 6. Baron Vivian
Nicholas Crespigny Lawrence Vivian, 6. Baron Vivian (* 11. Dezember 1935; † 28. Februar 2004) war ein britischer Peer, Offizier, Politiker der Conservative Party und Mitglied des House of Lords. 

## Leben und Karriere
Er war der ältere Sohn des Anthony Vivian, 5. Baron Vivian (1906–1991), aus dessen Ehe mit Victoria Ruth Mary Rosamund Oliphant (1907–1985). Er besuchte die Ludgrove School, später das Eton College, beide in Berkshire, und die Universität Complutense Madrid, wo er ein Diplom in Spanischer Literatur, Geschichte und Kultur erwarb.
Im Oktober 1955 trat Vivian zunächst als Wehrpflichtiger ins Royal Armoured Corps der British Army ein, wurde als Reserveoffizier der Army Emergency Reserve Second Lieutenant der Regiments der 3rd Carabiniers (Prince of Wales’s Dragoon Guards) und trat schließlich als Berufsoffizier in den regulären Armeedienst ein. Im Januar 1957 wurde er in den kommissarischen und im Juni 1958 den vollen Rang eines Lieutenant, 1962 zum Captain und 1967 zum Major der 3rd Carabiniers befördert. Er war als Adjutant, Kompaniechef und Stabsoffizier u. a. in Libyen, Hongkong und bei der Britischen Rheinarmee (British Army of the Rhine; BAOR) stationiert. Im Dezember 1976 wechselte er zu den 16th/5th The Queen’s Royal Lancers und war im Rang eines Lieutenant-Colonel bis 1979 der Kommandeur dieses Regiments.
Von 1979 bis 1984 war er für den Geheimdienststab beim Verteidigungsministerium des Vereinigten Königreichs (Ministry of Defence, MOD) tätig und wurde 1982 zum Colonel befördert. 1984 wurde Vivian stellvertretender Kommandeur der britischen Landstreitkräfte auf Zypern. 1987 wurde er im lokalen Rang eines Brigadier Kommandeur der British Communication Zone North Western Europe. Dort war er für die Zusammenarbeit der britischen Landstreitkräfte mit den Streitkräften Frankreichs, Belgiens und der Niederlande verantwortlich. 1990 schied er aus dem aktiven Armeedienst aus und erhielt den Ehrenrang eines Brigadier. Kurz danach wurde er Honorary Colonel des 306 Field Hospital der Territorial Army, der Freiwilligenreserve der British Army, ernannt. Von 1994 bis 2000 war er Commissioner des Royal Hospital Chelsea.
1991 erbte er durch den Tod seines Vaters dessen Adelstitel als 6. Baron Vivian und 6. Baronet, of Truro. Mit der Baronswürde war damals ein Sitz im House of Lords verbunden, den er erstmals am 16. Oktober 1991 einnahm. Lord Vivian war Mitglied der Conservative Party und wurde deren Schattenminister für Verteidigung. Als im November 1999 mit dem Inkrafttreten des House of Lords Act der die Erblichkeit von Parlamentssitzen abgeschafft wurde, gehörte er zu den 92 erblichen Peers, die gewählt wurde, als Vertreter der erblichen Peers im House of Lords zu verblieben.

## Familie
Vivian heiratete am 13. Dezember 1960 in erster Ehe Catherine Joyce Hope, eine Tochter von James Kenneth Hope. Die Ehe wurde 1972 geschieden, seine Exgattin heiratete im Juni 1972 John Savile, 8. Earl of Mexborough. Aus dieser ersten Ehe hatte er einen Sohn und eine Tochter:
- Charles Crespigny Hussey Vivian, 7. Baron Vivian (* 1966);
- Hon. Henrietta Mary Vivian (* 1963), ⚭ 1984 Philip John Hoyland.

Am 6. Dezember 1972 heiratete er in zweiter Ehe Carol Martineau (1939–2013). Mit ihr hatte er zwei Töchter:
- Hon. Natasha Sarah Vivian (* 1973), ⚭ Mr. Piggott;
- Hon. Camilla Harriet Vivian (* 1976), ⚭ William S. Wallace.